# جوست وینتلر
جوست وینتلر (به انگلیسی: Jost Winteler) (۲۱نوامبر ۱۸۴۶ – ۲۳ فوریه ۱۹۲۹) استاد سوئدی زبان یونانی و تاریخ  در آرگوویان کانتونال (Kantonsschule Aarau) بود. او یک زبان‌شناس،  لغت‌شناس برجسته،  پرنده‌شناسی، روزنامه‌نگار،  و یک شاعر بود.  او به عنوان یک مربی و در نقش پدر به آلبرت انیشتین نوجوان کمک کرد تا بتواند سال اخر دوران متوسطه خود را به اتمام برساند. اینشتین از اکتبر ۱۸۹۵ تا اکتبر ۱۸۹۶ در منزل او اقامت داشت.